# Bianca Matte
Bianca Matte (Roraima, 13 de outubro de 1990) é uma miss brasileira ganhadora dos títulos de Miss Roraima 2013 e Miss Turismo Brasil 2014.
Bianca foi a representante de Roraima no Miss Brasil 2013, ganhadora do Miss Turismo Brasil 2014 e terceiro lugar no Miss Tourism Universe (Miss Turismo Universo 2014), quando foi premiada como melhor vestido da noite.

## Biografia
Bianca Matte é uma modelo brasileira.
Trabalhou como modelo na China e na Turquia entre os anos de 2010 e 2013.
Entrou no mundo dos concursos de beleza em 2013, quando foi ganhadora do Miss Roraima 2013. Meses depois, representou o estado no Miss Brasil 2013.
Em 21 de novembro de 2014, participou do Miss Tourism Universe, um concurso de beleza realizado em Beirute, no Líbano, onde ficou em terceiro lugar entre outras 27 candidatas. A ganhadora do concurso Miss Turismo Universo 2014 foi a venezuelana Ninoska Vásquez.